# Dobrovolný svazek obcí Ždánický les a Politaví
Mikroregion Ždánický les a Politaví je dobrovolný svazek obcí ležících v přechodné oblasti mezi Slováckem a Hanou, které bývá označována jako Hanácké Slovácko. Tento svazek vznikl v roce 1996 a sdružuje celkem 27 obcí z okresů Vyškov a Hodonín.

## Obce sdružené ve svazku
- Bošovice
- Bučovice
- Dambořice
- Heršpice
- Hodějice
- Holubice
- Hostěrádky-Rešov
- Hrušky
- Kojátky
- Kobeřice u Brna
- Křenovice
- Křižanovice
- Letonice
- Lovčičky
- Milešovice
- Mouřínov
- Němčany
- Nížkovice
- Otnice
- Rašovice
- Slavkov u Brna
- Šaratice
- Uhřice
- Vážany nad Litavou
- Velešovice
- Zbýšov
- Ždánice